# Pletênquima
Pletênquima ou falso tecido é uma estrutura macroscópica e tridimensional criada por fungos que se assemelha a um tecido, mas é diferente de um tecido vegetal.
Fungos não apresentam tecidos especializados, porém um conjunto de hifas podem formar uma massa de fusão entre as paredes celulares, aparentando um tecido.
O pletênquima pode ser de dois tipos: Prosênquima - Quando um feixe de hifas se apresentam frouxamente agregadas conservando suas individualidades. 
Pseudoparênquima: Semelhante ao parênquima (tecido presente nos vegetais), formado por hifas que fusionaram suas paredes encontrando-se soldadas. 